# Clydesdale Bank
Clydesdale Bank PLC – bank w Wielkiej Brytanii, część grupy National Australia Bank Group. Choć jest trzecim pod względem wielkości bankiem clearingowym, utrzymuje sieć oddziałów w Londynie i północnej Anglii. W 2001 wchłonął Yorkshire Bank.
Clydesdale Bank nadal drukuje własne banknoty używane w Szkocji: funty szkockie.

## Historia
Clydesdale Bank został założony w Glasgow w 1838. W następnych latach rozwijał działalność w Szkocji. Był pierwszym szkockim bankiem, który otworzył oddziały w północnej Anglii. W 1919 został wykupiony przez Midland Bank, a następnie w 1950 połączony z North of Scotland Bank, który należał do Midland Bank od 1926.
W 1987 Midland bank sprzedał wszystkie swoje filie w Wielkiej Brytanii grupie National Australia Bank Group. W 2001 z okazji reorganizacji działalności w Wielkiej Brytanii i Irlandii majątek Yorkshire Bank został przekazany do Clydesdale Bank. Parlament brytyjski przyjął specjalną ustawę, by umożliwić to połączenie.
W lipcu 2007 bank został głównym sponsorem pierwszej ligi piłkarskiej w Szkocji po zawarciu 4-letniej umowy wartej 8 milionów funtów.